# Liste der brasilianischen Botschafter in Vietnam
Die Botschaft befindet sich am Ufer des Hồ Tây (Lago Oeste) in Hanoi.
| Ernannt       | Name                            | Bemerkungen | Mensagem Senado Federal | im Senat des Nationalkongress vorgestellt am | ernannt von               | akkreditiert bei | Posten verlassen |
| ------------- | ------------------------------- | --- | ----------------------- | -------------------------------------------- | ------------------------- | ---------------- | ---------------- |
| 1966          | Moacyr Moreira Martins Ferreira | Geschäftsträger in Saigon, gesandt um einen Ort für eine Botschaft zu suchen, 22. Juli 1987: Botschafter in Seoul |                         |                                              | Humberto Castelo Branco   | Huynh Tan Phat   |                  |
| 1968          | Rogerio Corção Braga            | Geschäftsträger in Saigon                                                                                         |                         |                                              | Artur da Costa e Silva    | Huynh Tan Phat   |                  |
| 14. Nov. 1994 | Ítalo Zappa                     | [ 2 ] | MSF 263 de 1994         | 19. Okt. 1994                                | Itamar Franco             | Võ Văn Kiệt      | 1996             |
| 23. Dez. 1996 | Christiano Whitaker             | [ 3 ] | MSF 245 de 1996         | 4. Dez. 1996                                 | Fernando Henrique Cardoso | Phan Văn Khải    |                  |
| 28. Dez. 2001 | Alcides Gastão Rostand Prates   | | MSF 219 de 2001         | 12. Dez. 2001                                | Fernando Henrique Cardoso | Phan Văn Khải    |                  |
| 26. Okt. 2007 | João de Mendonça Lima Neto      | | MSF 129 de 2007         | 16. Okt. 2007                                | Luiz Inácio Lula da Silva | Nguyễn Tấn Dũng  |                  |
| 18. Okt. 2011 | Vitória Alice Cleaver           | | MSF 96 de 2011          | 30. Aug. 2011                                | Dilma Rousseff            | Nguyễn Tấn Dũng  |                  |
| 24. Dez. 2014 | Marco Antônio Diniz Brandão     | | MSF 42 de 2014          | 9. Dez. 2014                                 | Dilma Rousseff            | Nguyễn Tấn Dũng  |                  |
| 22. Nov. 2018 | Fernando Apparicio da Silva     | | MSF 73 de 2018          | 30. Okt. 2018                                | Michel Temer              | Nguyễn Xuân Phúc |                  |
| 9. Dez. 2022  | Marco Farani                    | | MSF 62 de 2022          | 23. Nov. 2022                                | Jair Bolsonaro            | Nguyễn Xuân Phúc |                  |